# Étude du mouvement des chats
Étude du mouvement des chats est une feuille (27 x 21 cm) comportant une vingtaine de dessins exécutés par le peintre florentin Léonard de Vinci (1452-1519) vers 1513-1516 et représentant des chats ainsi qu'un dragon. Réalisée à la plume et à l'encre avec lavis de craie blanche, elle est conservée à la Royal Collection du château de Windsor sous la cote Royal Library 12363. Il s'agit de l'une des dernières œuvres de l'artiste, qui y exprime sa fascination devant la nature, notamment les animaux et tout spécialement les chats.

## Le chat, un chef-d'œuvre
Léonard de Vinci, connu pour son amitié envers les animaux, vivait entouré de chats, de chiens, de chevaux et même de singes. Des félins en général et des chats en particulier, il admirait les mouvements, la souplesse, la dynamique. Il est l'auteur d'une remarque devenue proverbiale : « Anche il più piccolo dei felini, il gatto, è un capolavoro » (« Même le plus petit des félins, le chat, est un chef-d'œuvre »).

## Description
L'étude sur les chats se trouve au château de Windsor en même temps qu'une autre feuille (29,8 x 21 cm) où figurent des chevaux, saint Georges et le Dragon et un lion, et datée de 1517-1518 (Royal Library 12331).
Une vingtaine de chats apparaissent ici sous la forme de courbes, d'échines arc-boutées, de muscles tendus par l'effort, dans une attitude flexible, à la fois défensive et offensive, aux aguets de proies qui ne sont pas représentées. Leur aspect physique, visible, est animé par une force invisible : celle du mouvement.
Comme il l'indique lui-même dans le Codex Arundel, Vinci envisage la nature comme un flux continu dont les changements incessants lui permettent d'échapper à la destruction du temps. Elle invente en permanence, à l'image de l'artiste qui, grâce au dessin, expérimente sans cesse de nouvelles possibilités. En captant d'un trait de plume les variations infinies de la mobilité des chats, Vinci analyse et reproduit le pouvoir de la nature : transformer des formes existantes en créations nouvelles.

## Les chats dans l'œuvre de Vinci
Léonard de Vinci a réalisé plusieurs dessins sur le thème de la Vierge à l'Enfant avec un chat. On citera :
- Studio per la Madonna del gatto (Étude de la Madone et de l’Enfant avec un chat), encre sur papier gris-brun clair (12,5 x 11 cm), v. 1480, conservé au Cabinet des dessins et estampes de la galerie des Offices, à Florence, (inv. 421 E), recto[2]. Ce dessin, commenté par Carlo Pedretti en 1985[3], a été notamment présenté à l'Exposition universelle de 2015, à Milan[4].

- Étude pour la Madone au chat, plume sur une feuille avec d'autres dessins (13 x 9,4 cm), v. 1478-1481, conservée au British Museum, à Londres  (inv. 1856-6-21-1), recto et verso. Une  symétrie spéculaire entre les dessins des deux faces est visible par transparence[2].

- Étude pour la Vierge et l'Enfant avec un chat ou Étude pour une Vierge à l'Enfant jouant avec un chat, encre brune sur papier beige, conservée au musée Bonnat-Helleu, à Bayonne[5].